# Carabodes berninii
Carabodes berninii är en kvalsterart som beskrevs av Sandór Mahunka 1983. Carabodes berninii ingår i släktet Carabodes och familjen Carabodidae. Inga underarter finns listade.